# Bible Logos Software
Logos Bible Software es una aplicación de biblioteca digital diseñada para el estudio bíblico electrónico. Además de la funcionalidad básica de libro electrónico, incluye una amplia vinculación de recursos, una función para tomar notas y un análisis lingüístico para el estudio de la Biblia tanto en la traducción como en sus idiomas originales. Está desarrollado por Faithlife Corporation. Logos Bible Software se encuentra en su octava versión.
Logos Bible Software es compatible con más de 143.000 títulos relacionados con la Biblia de 200 editores, incluidos Baker, Bantam, Catholic University of America Press, Eerdmans, Harvest House, Merriam Webster, Moody Press, Oxford University Press, Thomas Nelson, Tyndale House, y Zondervan. Logos también publicó recientemente su propia serie Lexham Bible Reference, que presenta nuevos estudios sobre los idiomas bíblicos originales.
Hasta octubre de 2014, el nombre Logos Bible Software se usaba a menudo para referirse a la compañía detrás del software (incorporada como Logos Research Systems, Inc). En esa fecha, la compañía fue rebautizada como Faithlife Corporation como respuesta a la mayor diversidad de productos y servicios que la compañía ofrecía en ese momento.

## Historia
Logos Bible Software fue lanzado en 1992 por dos empleados de Microsoft, Bob Pritchett y Kiernon Reiniger, junto con el padre de Bob, Dale Pritchett. Los tres dejaron sus trabajos para desarrollar software cristiano a través de Logos Research Systems, Inc. Después de adquirir datos del proyecto CDWordLibrary en el Seminario Teológico de Dallas (un paquete de software bíblico anterior para usar en Windows 2), Logos lanzó una versión actualizada llamada la plataforma Logos Library System en 1995, que agregó soporte para más recursos e introdujo el concepto de biblioteca digital.
Después de un largo ciclo beta que comenzó en 1999, el LLS fue reemplazado por Libronix Digital Library Systems (o Libronix DLS) en 2001. Esta era una aplicación de 32 bits (LLS era de 16 bits) y se había reescrito desde cero de una manera más modular que facilitó la adición de futuras expansiones. Al igual que con todas las demás versiones de Logos Bible Software, se ofreció como una actualización gratuita para los clientes existentes. En términos de marca, Libronix Digital Library System se refiere al software en sí, mientras que Logos Bible Software Series X se utilizó para paquetes que incluían tanto el software como los recursos electrónicos de estudios bíblicos.
En septiembre de 2014, Logos Research Systems, Inc. fue renombrada como Faithlife Corporation. Un mes después, Faithlife adquirió Beacon Ads, una plataforma de publicidad cuyo objetivo es conectar los principales sitios web cristianos con anunciantes cristianos.

## Recepción
Cada versión de Logos Bible Software ha sido generalmente recibida de manera muy positiva por revisores y líderes cristianos. Con frecuencia se elogia por ser fácil de usar, tiene el mayor número de recursos disponibles de cualquier software comparable, y ofrece herramientas y conjuntos de datos únicos que no se encuentran en ningún producto comparable. Sin embargo, también ha recibido algunas críticas por su alto costo y falta de velocidad en comparación con otros paquetes de software bíblico.